# Tercera FEB 2025-26
La Tercera FEB 2025-26 es la segunda con esta nueva denominación, que sustituye a la antigua Liga EBA y será la 32.ª temporada de la cuarta categoría de baloncesto, organizada por la Federación Española de Baloncesto. La temporada comenzará el 5 de octubre de 2025 y acabará el 31 de mayo de 2026 con las eliminatorias de ascenso a Segunda FEB.

## Formato
Liga regular: los equipos están divididos, según su proximidad geográfica, en cinco conferencias, cada una de ellas formada por dos grupos:
- Conferencia A: 2 grupos de 14 equipos (A-A y A-B) de Galicia, Asturias, Cantabria, Castilla y León, Navarra, La Rioja y País Vasco.
- Conferencia B: 2 grupos de 14 equipos (B-A y B-B) de Canarias, Castilla-La Mancha y Comunidad de Madrid.
- Conferencia C: 2 grupos de 14 equipos (C-A y C-B) de Aragón, Cataluña e Islas Baleares.
- Conferencia D: 2 grupos de 14 equipos (D-A y D-B) de Andalucía, Extremadura, Ceuta y Melilla.
- Conferencia E: 1 grupo de 14 equipos (E-A) y otro de 13 equipos (E-B) de la Comunidad Valenciana y Región de Murcia.

Al término de la fase regular, se disputan las fases eliminatorias en cada conferencia, quedando clasificados para la fase de ascenso 16 equipos (3 por conferencia / 4 en la conferencia del campeón del año anterior) con el esquema siguiente:
| Confer | Equipos | 1.º                   | 2.º                                       | 3.º                                       | 4.º                                      | Fase eliminatoria |
| ------ | ------- | --------------------- | ----------------------------------------- | ----------------------------------------- | ---------------------------------------- | --- |
| A      | 3       | Campeón conferencia A | Ganador eliminatorias (mejor clasificado) | Ganador eliminatorias (peor clasificado)  |                                          | Campeón conferencia: (ida/vuelta) - (1.º A-A vs 1.º A-B) Eliminatorias: (partido único) - (2.º A-A vs 4.º A-B) vs (2.º A-B vs 4.º A-A) - (3.º A-A vs 3.º A-B) vs (Subcamp. conf. A)               |
| B      | 3       | Campeón conferencia B | Ganador eliminatorias (mejor clasificado) | Ganador eliminatorias (peor clasificado)  |                                          | Campeón conferencia: (ida/vuelta) - (1.º B-A vs 1.º B-B) Eliminatorias: (partido único) - (2.º B-A vs 4.º B-B) vs (2.º B-B vs 4.º B-A) - (3.º B-A vs 3.º B-B) vs (Subcamp. conf. B)               |
| C      | 3       | Campeón conferencia C | Ganador eliminatorias (mejor clasificado) | Ganador eliminatorias (peor clasificado)  |                                          | Campeón conferencia: (ida/vuelta) - (1.º C-A vs 1.º C-B) Eliminatorias: (partido único) - (2.º C-A vs 4.º C-B) vs (2.º C-B vs 4.º C-A) - (3.º C-A vs 3.º C-B) vs (Subcamp. conf. C)               |
| D      | 3       | Campeón conferencia D | Ganador eliminatorias (mejor clasificado) | Ganador eliminatorias (peor clasificado)  |                                          | Campeón conferencia: (ida/vuelta) - (1.º D-A vs 1.º D-B) Eliminatorias: (partido único) - (2.º D-A vs 4.º D-B) vs (2.º D-B vs 4.º D-A) - (3.º D-A vs 3.º D-B) vs (Subcamp. conf. D)               |
| E      | 4       | Campeón conferencia E | Subcampeón conferencia E                  | Ganador eliminatorias (mejor clasificado) | Ganador eliminatorias (peor clasificado) | Campeón conferencia: (ida/vuelta) - (1.º E-A vs 1.º E-B) Eliminatorias: (partido único) - (2.º E peor clas. vs 5.º E mejor) vs (3.º E-A vs 4.º E-B) - (3.º E-B vs 4.º E-A) vs (2.º E mejor clas.) |

Clasificación final en las eliminatorias, criterios:
- 1.º Puesto en la clasificación final de la liga regular.
- 2.º Coeficiente general de victorias (partidos ganados/partidos perdidos) en la clasificación final de la liga regular.
- 3.º Diferencia de tantos a favor y en contra en la clasificación final de la liga regular.

### Fase de ascenso
Los 16 equipos clasificados se distribuirán en dos grupos y cuatro subgrupos de esta forma:
| Grupo A    | Grupo A    | Grupo B    | Grupo B    |
| Subgrupo 1 | Subgrupo 2 | Subgrupo 3 | Subgrupo 4 |
| ---------- | ---------- | ---------- | ---------- |
| 1B         | 1C         | 1D         | 1E         |
| 2C         | 2B         | 2A         | 1A         |
| 2D         | 2E         | 3B         | 3C         |
| 4E         | 3A         | 3E         | 3D         |

En cada subgrupo jugarán todos contra todos a una sola vuelta (tres jornadas), del jueves 28 al sábado 30 de mayo. Ascienden a Segunda FEB los cuatro campeones de los subgrupos y los dos vencedores de las eliminatorias a jugar el domingo 31 de mayo entre los segundos clasificados de los subgrupos.

### Descensos
| Conferencia | Equipos | Definición de los descendidos                             |
| ----------- | ------- | --------------------------------------------------------- |
| A           | 8       | - 4 últimos del subgrupo A-A - 4 últimos del subgrupo A-B |
| B           | 6       | - 3 últimos del subgrupo B-A - 3 últimos del subgrupo B-B |
| C           | 6       | - 3 últimos del subgrupo C-A - 3 últimos del subgrupo C-B |
| D           | 6       | - 3 últimos del subgrupo D-A - 3 últimos del subgrupo D-B |
| E           | 5       | - 3 últimos del subgrupo E-A - 2 últimos del subgrupo E-B |

## Liga regular

### Conferencia A
| Equipo                                     | Ciudad                  | Pabellón                                        |
| ------------------------------------------ | ----------------------- | ----------------------------------------------- |
| Tecnei Bizkaia Zornotza                    | Amorebieta              | Polideportivo Larrea                            |
| Iruki TAKE                                 | Tolosa                  | Usabal Kiroldegia                               |
| Baskonia B                                 | Vitoria                 | Polideportivo de Mendizorrotza                  |
| Ulacia ZKE                                 | Zarauz                  | Aritzbatalde Kiroldegia                         |
| Universidad Deusto Loiola Indautxu         | Bilbao                  | Polideportivo Colegio Jesuitas Indautxu         |
| Megacalzado Ardoi                          | Zizur Mayor             | Polideportivo Municipal Zizur Mayor             |
| Construcciones Gonzalo Crespo Pas-Piélagos | Renedo                  | Pabellón Municipal Fernando Expósito            |
| De Morro Fino Cantbasket04                 | Santander               | Palacio de Deportes de Santander                |
| Blendio                                    | Santander               | Palacio de Deportes de Santander                |
| Restaurante los Arcos CB Solares           | Solares                 | Pabellón Mies del Corro                         |
| Hotel 4Postes-Ávila Auténtica-El Bulevar   | Ávila                   | CU Múltiples Carlos Sastre                      |
| Recoletas Salud Carbajosa                  | Carbajosa de la Sagrada | Polideportivo Municipal Carbajosa de la Sagrada |
| Perfumerías Avenida                        | Salamanca               | Pabellón Municipal Würzburg                     |
| CBC Valladolid B                           | Valladolid              | Polideportivo Pisuerga                          |
| Caja Rural RDL                             | León                    | Pabellón Deportes San Esteban                   |
| Grupo Inmapa Filipenses                    | Palencia                | Pabellón Municipal de los Deportes de Palencia  |
| Obradoiro Ames B                           | Ames                    | Polideportivo Municipal O Milladoiro            |
| Ineltron Santo Domingo Betanzos            | Betanzos                | Polideportivo Municipal de Betanzos             |
| Calvo Basket Xiria                         | Carballo                | Pavillón Municipal Vila de Noia                 |
| Traumacor Culleredo                        | Culleredo               | Pabellón O Burgo                                |
| Ucoga Seguros CB Chantada                  | Chantada                | Pabellón Polideportivo Municipal Chantada       |
| Estudiantes Lugo Río de Galicia            | Lugo                    | Pazo Provincial dos Deportes                    |
| Oposita Marín Ence Peixegalego             | Marín                   | Pabellón Municipal A Raña                       |
| Solgaleo Bosco Salesianos                  | Orense                  | Pabellón Municipal Remedios                     |
| Ulla Oil Rosalía                           | Santiago de Compostela  | Polideportivo Instituto Rosalía de Castro       |
| Sigaltec                                   | Villagarcia de Arosa    | Polideportivo Sara Gómez                        |
| Universidad de Oviedo                      | Oviedo                  | Polideportivo Universitario Oviedo              |
| CB Navia La Magaya                         | Navia                   | Polideportivo Municipal de Navia                |

(  Ascensos/Descensos de la temporada anterior 2024-25)

#### Grupo A-A
| | Equipo                                     | J | G | P | PF | PC | DP | Puntos |
| --- | ------------------------------------------ | - | - | - | -- | -- | -- | ------ |
| 1 | Tecnei Bizkaia Zornotza                    |   |   |   |    |    |    |        |
| 2 | Baskonia B                                 |   |   |   |    |    |    |        |
| 2 | Iruki TAKE                                 |   |   |   |    |    |    |        |
| 4 | Ulacia ZKE                                 |   |   |   |    |    |    |        |
| 5 | Universidad Deusto Loiola Indautxu         |   |   |   |    |    |    |        |
| 6 | Megacalzado Ardoi                          |   |   |   |    |    |    |        |
| 7 | Construcciones Gonzalo Crespo Pas-Piélagos |   |   |   |    |    |    |        |
| 8 | De Morro Fino Cantbasket04                 |   |   |   |    |    |    |        |
| 9 | Blendio                                    |   |   |   |    |    |    |        |
| 10 | Restaurante los Arcos CB Solares           |   |   |   |    |    |    |        |
| 11 | CBC Valladolid B                           |   |   |   |    |    |    |        |
| 12 | Grupo Inmapa Filipenses                    |   |   |   |    |    |    |        |
| 13 | Hotel 4Postes-Ávila Auténtica-El Bulevar   |   |   |   |    |    |    |        |
| 14 | Recoletas Salud Carbajosa                  |   |   |   |    |    |    |        |
| Fuente: Federación Española de Baloncesto: Clasificación de la Liga EBA - Grupo A-A; actualización automática |                                            |   |   |   |    |    |    |        |

#### Grupo A-B
| | Equipo                          | J | G | P | PF | PC | DP | Puntos |
| --- | ------------------------------- | - | - | - | -- | -- | -- | ------ |
| 1 | Perfumerías Avenida             |   |   |   |    |    |    |        |
| 2 | Caja Rural RDL                  |   |   |   |    |    |    |        |
| 3 | Obradoiro Ames B                |   |   |   |    |    |    |        |
| 4 | Ineltron Santo Domingo Betanzos |   |   |   |    |    |    |        |
| 5 | Calvo Basket Xiria              |   |   |   |    |    |    |        |
| 6 | Traumacor Culleredo             |   |   |   |    |    |    |        |
| 7 | Ucoga Seguros CB Chantada       |   |   |   |    |    |    |        |
| 8 | Estudiantes Lugo Río de Galicia |   |   |   |    |    |    |        |
| 9 | Oposita Marín Ence Peixegalego  |   |   |   |    |    |    |        |
| 10 | Solgaleo Bosco Salesianos       |   |   |   |    |    |    |        |
| 11 | Ulla Oil Rosalía                |   |   |   |    |    |    |        |
| 12 | Sigaltec                        |   |   |   |    |    |    |        |
| 13 | Universidad de Oviedo           |   |   |   |    |    |    |        |
| 14 | CB Navia La Magaya              |   |   |   |    |    |    |        |
| Fuente: Federación Española de Baloncesto: Clasificación de la Liga EBA - Grupo A-B; actualización automática |                                 |   |   |   |    |    |    |        |

### Conferencia A - Fase Eliminatoria
Eliminatoria Primeros Clasificados
|  | Campeón de Conferencia                              |              |  |  |  |
|  | 3 de mayo de 2026 (ida) 10 de mayo de 2026 (vuelta) |              |  |  |  |
|  |                                                     |              |  |  |  |
|  | 1.º A-A                                             | Bandera de ? |  |  |  |
|  | 1.º A-A                                             | Bandera de ? |  |  |  |
|  | 1.º A-B                                             | Bandera de ? |  |  |  |
|  | 1.º A-B                                             | Bandera de ? |  |  |  |

Eliminatorias Subcampeón Conferencia, Segundos, Terceros y Cuartos Clasificados
|  | 1.ª Eliminatoria   | 1.ª Eliminatoria   | 1.ª Eliminatoria   |  |  | 2.ª Eliminatoria   | 2.ª Eliminatoria   | 2.ª Eliminatoria   |  |  | Equipos clasificados | Equipos clasificados | Equipos clasificados |  |
|  | 10 de mayo de 2026 | 10 de mayo de 2026 | 10 de mayo de 2026 |  |  | 17 de mayo de 2026 | 17 de mayo de 2026 | 17 de mayo de 2026 |  |  |                      |                      |                      |  |
|  |                    |                    |                    |  |  |                    |                    |                    |  |  |                      |                      |                      |  |
|  |                    |                    |                    |  |  |                    |                    |                    |  |  |                      |                      |                      |  |
|  | 2.º A-A            | Bandera de ?       |                    |  |  |                    |                    |                    |  |  |                      |                      |                      |  |
|  | 2.º A-A            | Bandera de ?       |                    |  |  |                    |                    |                    |  |  |                      |                      |                      |  |
|  | 4.º A-B            | Bandera de ?       |                    |  |  |                    |                    |                    |  |  |                      |                      |                      |  |
|  | 4.º A-B            | Bandera de ?       | Bandera de ?       |  |  |                    |                    |                    |  |  |                      |                      |                      |  |
|  |                    |                    |                    |  |  |                    |                    |                    |  |  |                      |                      |                      |  |
|  |                    |                    | Bandera de ?       |  |  |                    |                    |                    |  |  |                      |                      |                      |  |
|  | 2.º A-B            | Bandera de ?       |                    |  |  |                    |                    |                    |  |  |                      |                      |                      |  |
|  | 2.º A-B            | Bandera de ?       |                    |  |  |                    |                    |                    |  |  |                      |                      |                      |  |
|  | 4.º A-A            | Bandera de ?       |                    |  |  |                    |                    |                    |  |  |                      |                      |                      |  |
|  | 4.º A-A            | Bandera de ?       |                    |  |  |                    | Bandera de ?       |                    |  |  |                      |                      |                      |  |
|  |                    |                    |                    |  |  |                    |                    |                    |  |  |                      |                      |                      |  |
|  |                    |                    | Bandera de ?       |  |  |                    |                    |                    |  |  |                      |                      |                      |  |
|  | 3.º A-A            | Bandera de ?       |                    |  |  |                    |                    |                    |  |  |                      |                      |                      |  |
|  | 3.º A-A            | Bandera de ?       |                    |  |  |                    |                    |                    |  |  |                      |                      |                      |  |
|  | 3.º A-B            | Bandera de ?       |                    |  |  |                    |                    |                    |  |  |                      |                      |                      |  |
|  | 3.º A-B            | Bandera de ?       | Bandera de ?       |  |  |                    |                    |                    |  |  |                      |                      |                      |  |
|  |                    |                    |                    |  |  |                    |                    |                    |  |  |                      |                      |                      |  |
|  |                    |                    | Bandera de ?       |  |  |                    |                    |                    |  |  |                      |                      |                      |  |
|  | 1.º A-*            | Bandera de ?       |                    |  |  |                    |                    |                    |  |  |                      |                      |                      |  |
|  | 1.º A-*            | Bandera de ?       |                    |  |  |                    |                    |                    |  |  |                      |                      |                      |  |
|  |                    |                    |                    |  |  |                    |                    |                    |  |  |                      |                      |                      |  |
|  |                    |                    |                    |  |  |                    |                    |                    |  |  |                      |                      |                      |  |
|  |                    |                    |                    |  |  |                    |                    |                    |  |  |                      |                      |                      |  |

 1.º A-* (subcampeón conferencia A)

#### Participantes a la Fase final de la conferencia A
| Bandera de ?        | Bandera de ?        | Bandera de ?        |
| Clasificado como 1A | Clasificado como 2A | Clasificado como 3A |
| ------------------- | ------------------- | ------------------- |

### Conferencia B
| Equipo                         | Ciudad                 | Pabellón                                      |
| ------------------------------ | ---------------------- | --------------------------------------------- |
| Baloncesto Alcalá              | Alcalá de Henares      | Ciudad Deportiva Espartales                   |
| Flexicar Fuenlabrada B         | Fuenlabrada            | Polideportivo Fernando Martín                 |
| Movistar Estudiantes B         | Madrid                 | Pabellón Movistar Academy Magariños           |
| Real Canoe NC                  | Madrid                 | Polideportivo Real Canoe NC                   |
| Zentro Basket Madrid           | Madrid                 | Polideportivo Municipal Antonio Díaz-Miguel   |
| Cesur Distrito Olímpico        | Madrid                 | Polideportivo Municipal San Blas              |
| Sumialki CB Ciudad de Móstoles | Móstoles               | Pabellón los Rosales                          |
| Uros de Rivas                  | Rivas-Vaciamadrid      | Pabellón Cerro del Telégrafo                  |
| CB Tres Cantos                 | Tres Cantos            | Pabellón La Luz                               |
| Grupo Egido Pintobasket        | Pinto                  | Pabellón Príncipes de Asturias                |
| ADC Boadilla                   | Boadilla del Monte     | Pabellón Rey Felipe VI                        |
| Alcobendas CB                  | Alcobendas             | Pabellón Municipal Antela Parada              |
| Lujisa Guadalajara Basket      | Guadalajara            | Polideportivo San José                        |
| Fundación Globalcaja La Roda   | La Roda                | Pabellón Juan José Lozano Jareño              |
| CD Basket Globalcaja Quintanar | Quintanar del Rey      | Pabellón Ángel Lancho                         |
| Baloncesto Talavera            | Talavera de la Reina   | Polideportivo Primero de Mayo                 |
| El Ventero CBV                 | Villarrobledo          | Pabellón Municipal del Barrio de los Pintores |
| Tobarra CB                     | Tobarra                | Pabellón de la Granja                         |
| Autocares Rodríguez            | Daimiel                | Pabellón Municipal de Daimiel                 |
| Bazu Baloncesto Azudense       | Azuqueca de Henares    | Polideportivo La Paz                          |
| Toscones Corralejo             | Corralejo              | Pabellón Municipal José Perdomo Umpiérrez     |
| CB La Matanza                  | La Matanza de Acentejo | Pabellón Municipal La Matanza de Acentejo     |
| CB Aridane                     | Los Llanos de Aridane  | Pabellón Severo Rodríguez                     |
| EB Felipe Antón                | Santa Cruz de La Palma | Pabellón Multiusos Roberto Rodríguez Estrello |
| Náutico Tenerife               | Santa Cruz de Tenerife | Pabellón Real Club Náutico de Tenerife        |
| CD Mensajero                   | Santa Cruz de La Palma | Pabellón Ciudad Deportiva Miraflores          |
| Inmobiliara Gálvez Santa Cruz  | Santa Cruz de Tenerife | Pabellón Municipal Quico Cabrera              |
| Baloncesto Telde               | Telde                  | Pabellón Polideportivo Rita Hernández         |

(  Ascensos/Descensos de la temporada anterior 2024-25)

#### Grupo B-A
| | Equipo                         | J | G | P | PF | PC | DP | Puntos |
| --- | ------------------------------ | - | - | - | -- | -- | -- | ------ |
| 1 | Movistar Estudiantes B         |   |   |   |    |    |    |        |
| 2 | Fundación Globalcaja La Roda   |   |   |   |    |    |    |        |
| 3 | CD Basket Globalcaja Quintanar |   |   |   |    |    |    |        |
| 4 | Náutico Tenerife               |   |   |   |    |    |    |        |
| 5 | CB La Matanza                  |   |   |   |    |    |    |        |
| 6 | El Ventero CBV                 |   |   |   |    |    |    |        |
| 7 | Sumialki CB Ciudad de Móstoles |   |   |   |    |    |    |        |
| 8 | Baloncesto Alcalá              |   |   |   |    |    |    |        |
| 9 | Toscones Corralejo             |   |   |   |    |    |    |        |
| 10 | Cesur Distrito Olímpico        |   |   |   |    |    |    |        |
| 11 | Flexicar Fuenlabrada B         |   |   |   |    |    |    |        |
| 12 | Tobarra CB                     |   |   |   |    |    |    |        |
| 13 | Alcobendas CB                  |   |   |   |    |    |    |        |
| 14 | Inmobiliara Gálvez Santa Cruz  |   |   |   |    |    |    |        |
| Fuente: Federación Española de Baloncesto: Clasificación de la Liga EBA - Grupo B-A; actualización automática |                                |   |   |   |    |    |    |        |

#### Grupo B-B
| | Equipo                    | J | G | P | PF | PC | DP | Puntos |
| --- | ------------------------- | - | - | - | -- | -- | -- | ------ |
| 1 | CB Aridane                |   |   |   |    |    |    |        |
| 2 | CB Tres Cantos            |   |   |   |    |    |    |        |
| 3 | Real Canoe NC             |   |   |   |    |    |    |        |
| 4 | Baloncesto Talavera       |   |   |   |    |    |    |        |
| 5 | Lujisa Guadalajara Basket |   |   |   |    |    |    |        |
| 6 | Uros de Rivas             |   |   |   |    |    |    |        |
| 7 | Zentro Basket Madrid      |   |   |   |    |    |    |        |
| 8 | EB Felipe Antón           |   |   |   |    |    |    |        |
| 9 | Grupo Egido Pintobasket   |   |   |   |    |    |    |        |
| 10 | Autocares Rodríguez       |   |   |   |    |    |    |        |
| 11 | CD Mensajero              |   |   |   |    |    |    |        |
| 12 | ADC Boadilla              |   |   |   |    |    |    |        |
| 13 | Bazu Baloncesto Azudense  |   |   |   |    |    |    |        |
| 14 | Baloncesto Telde          |   |   |   |    |    |    |        |
| Fuente: Federación Española de Baloncesto: Clasificación de la Liga EBA - Grupo B-B; actualización automática |                           |   |   |   |    |    |    |        |

### Conferencia B - Fase Eliminatoria
Eliminatoria Primeros Clasificados
|  | Campeón de Conferencia                              |              |  |  |  |
|  | 3 de mayo de 2026 (ida) 10 de mayo de 2026 (vuelta) |              |  |  |  |
|  |                                                     |              |  |  |  |
|  | 1.º B-A                                             | Bandera de ? |  |  |  |
|  | 1.º B-A                                             | Bandera de ? |  |  |  |
|  | 1.º B-B                                             | Bandera de ? |  |  |  |
|  | 1.º B-B                                             | Bandera de ? |  |  |  |

Eliminatorias Subcampeón Conferencia, Segundos, Terceros y Cuartos Clasificados
|  | 1.ª Eliminatoria   | 1.ª Eliminatoria   | 1.ª Eliminatoria   |  |  | 2.ª Eliminatoria   | 2.ª Eliminatoria   | 2.ª Eliminatoria   |  |  | Equipos clasificados | Equipos clasificados | Equipos clasificados |  |
|  | 10 de mayo de 2026 | 10 de mayo de 2026 | 10 de mayo de 2026 |  |  | 17 de mayo de 2026 | 17 de mayo de 2026 | 17 de mayo de 2026 |  |  |                      |                      |                      |  |
|  |                    |                    |                    |  |  |                    |                    |                    |  |  |                      |                      |                      |  |
|  |                    |                    |                    |  |  |                    |                    |                    |  |  |                      |                      |                      |  |
|  | 2.º B-A            | Bandera de ?       |                    |  |  |                    |                    |                    |  |  |                      |                      |                      |  |
|  | 2.º B-A            | Bandera de ?       |                    |  |  |                    |                    |                    |  |  |                      |                      |                      |  |
|  | 4.º B-B            | Bandera de ?       |                    |  |  |                    |                    |                    |  |  |                      |                      |                      |  |
|  | 4.º B-B            | Bandera de ?       | Bandera de ?       |  |  |                    |                    |                    |  |  |                      |                      |                      |  |
|  |                    |                    |                    |  |  |                    |                    |                    |  |  |                      |                      |                      |  |
|  |                    |                    | Bandera de ?       |  |  |                    |                    |                    |  |  |                      |                      |                      |  |
|  | 2.º B-B            | Bandera de ?       |                    |  |  |                    |                    |                    |  |  |                      |                      |                      |  |
|  | 2.º B-B            | Bandera de ?       |                    |  |  |                    |                    |                    |  |  |                      |                      |                      |  |
|  | 4.º B-A            | Bandera de ?       |                    |  |  |                    |                    |                    |  |  |                      |                      |                      |  |
|  | 4.º B-A            | Bandera de ?       |                    |  |  |                    | Bandera de ?       |                    |  |  |                      |                      |                      |  |
|  |                    |                    |                    |  |  |                    |                    |                    |  |  |                      |                      |                      |  |
|  |                    |                    | Bandera de ?       |  |  |                    |                    |                    |  |  |                      |                      |                      |  |
|  | 3.º B-A            | Bandera de ?       |                    |  |  |                    |                    |                    |  |  |                      |                      |                      |  |
|  | 3.º B-A            | Bandera de ?       |                    |  |  |                    |                    |                    |  |  |                      |                      |                      |  |
|  | 3.º B-B            | Bandera de ?       |                    |  |  |                    |                    |                    |  |  |                      |                      |                      |  |
|  | 3.º B-B            | Bandera de ?       | Bandera de ?       |  |  |                    |                    |                    |  |  |                      |                      |                      |  |
|  |                    |                    |                    |  |  |                    |                    |                    |  |  |                      |                      |                      |  |
|  |                    |                    | Bandera de ?       |  |  |                    |                    |                    |  |  |                      |                      |                      |  |
|  | 1.º B-*            | Bandera de ?       |                    |  |  |                    |                    |                    |  |  |                      |                      |                      |  |
|  | 1.º B-*            | Bandera de ?       |                    |  |  |                    |                    |                    |  |  |                      |                      |                      |  |
|  |                    |                    |                    |  |  |                    |                    |                    |  |  |                      |                      |                      |  |
|  |                    |                    |                    |  |  |                    |                    |                    |  |  |                      |                      |                      |  |
|  |                    |                    |                    |  |  |                    |                    |                    |  |  |                      |                      |                      |  |

 1.º B-* (subcampeón conferencia B)

#### Participantes a la Fase final de la conferencia B
| Bandera de ?        | Bandera de ?        | Bandera de ?        |
| Clasificado como 1B | Clasificado como 2B | Clasificado como 3B |
| ------------------- | ------------------- | ------------------- |

### Conferencia C
| Equipo                               | Ciudad                  | Pabellón                                         |
| ------------------------------------ | ----------------------- | ------------------------------------------------ |
| TQ-CB Prat                           | El Prat de Llobregat    | Pavelló Joan Busquets                            |
| Ibersol CB Tarragona                 | Tarragona               | Pabellón Municipal del Serrallo                  |
| SE Santa Eulàlia                     | Barcelona               | Poliesportiu Virrei Amat                         |
| CB Roser                             | Barcelona               | Centre Esportiu Municipal Estació del Nord       |
| Tibu-Ron Castelldefels               | Castelldefels           | Pabellón Can Vinader                             |
| Tenea-CB Esparreguera                | Esparraguera            | Pavelló Ramón Martí                              |
| CB Granollers                        | Granollers              | Pabellón CB Granollers                           |
| Sandá CB L'Hospitalet                | Hospitalet de Llobregat | Nou Pavelló del Centre                           |
| Monbus - CB Igualada                 | Igualada                | Pavelló Municipal de les Comes                   |
| Mataró Parc Boet                     | Mataró                  | Poliesportiu Municipal Eusebi Millán             |
| DM Group Mollet                      | Mollet del Vallès       | Pabellón Municipal Plana Lledó                   |
| CB Navàs Viscola                     | Navás                   | Pavelló Municipal d'Esports                      |
| CB Valls Tallers Pablo Martínez      | Valls                   | Pabellón Joana Ballart                           |
| CB Vic - Universitat de Vic          | Vic                     | Pabellón Municipal Castell d'en Planes           |
| Pujol Mollerussa                     | Mollerusa               | Pavelló Municipal de Mollerussa                  |
| UE San Cugat - Occident              | Sant Cugat del Vallès   | Pavelló Municipal Sant Cugat                     |
| CB Cornellà                          | Cornellà de Llobregat   | Parc Esportiu Baix Llobregat                     |
| CB Quart Grues Cruz                  | Quart                   | Pavelló Esportiu Municipal de Quart              |
| Sandá Electroclima - BC Tecla Sala   | Hospitalet de Llobregat | Pavelló del Centre-Marcel·lí Maneja              |
| CB Cuarte de Huerva                  | Cuarte de Huerva        | Polideportivo Municipal de Cuarte de Huerva      |
| Alfindén CB                          | La Puebla de Alfindén   | Polideportivo Municipal de la Puebla de Alfindén |
| Letra Corpórea Barbastro             | Barbastro               | Pabellón Ángel Orus                              |
| Frivalca La Muela                    | La Muela                | Pabellón Centro Deportivo La Muela               |
| CB Andratx                           | Andrach                 | Palau Municipal d'Esports                        |
| Sa Tintina CB Es Castell Menorca     | Es Castell              | Pavelló Esportiu Municipal Sergio Llull          |
| Sa Real Instalaciones Arévalo Ibiza  | Ibiza                   | Poliesportiu Joan Pau II                         |
| Immo Sa Marina Ciutat d'Inca Bàsquet | Inca                    | Palau Municipal d'Esports d'Inca                 |
| Flanigan Calvià                      | Calviá                  | Pavelló Galatzó                                  |

(  Ascensos/Descensos de la temporada anterior 2024-25)

#### Grupo C-A
| | Equipo                               | J | G | P | PF | PC | DP | Puntos |
| --- | ------------------------------------ | - | - | - | -- | -- | -- | ------ |
| 1 | Ibersol CB Tarragona                 |   |   |   |    |    |    |        |
| 2 | Sandá CB L'Hospitalet                |   |   |   |    |    |    |        |
| 3 | Tibu-Ron Castelldefels               |   |   |   |    |    |    |        |
| 4 | Alfindén CB                          |   |   |   |    |    |    |        |
| 5 | Monbus - CB Igualada                 |   |   |   |    |    |    |        |
| 6 | CB Roser                             |   |   |   |    |    |    |        |
| 7 | Immo Sa Marina Ciutat d'Inca Bàsquet |   |   |   |    |    |    |        |
| 8 | Sa Real Instalaciones Arévalo Ibiza  |   |   |   |    |    |    |        |
| 9 | CB Valls Tallers Pablo Martínez      |   |   |   |    |    |    |        |
| 10 | Mataró Parc Boet                     |   |   |   |    |    |    |        |
| 11 | Pujol Mollerussa                     |   |   |   |    |    |    |        |
| 12 | UE San Cugat - Occident              |   |   |   |    |    |    |        |
| 13 | Letra Corpórea Barbastro             |   |   |   |    |    |    |        |
| 14 | Flanigan Calvià                      |   |   |   |    |    |    |        |
| Fuente: Federación Española de Baloncesto: Clasificación de la Liga EBA - Grupo C-A; actualización automática |                                      |   |   |   |    |    |    |        |

#### Grupo C-B
| | Equipo                             | J | G | P | PF | PC | DP | Puntos |
| --- | ---------------------------------- | - | - | - | -- | -- | -- | ------ |
| 1 | TQ-CB Prat                         |   |   |   |    |    |    |        |
| 2 | CB Navàs Viscola                   |   |   |   |    |    |    |        |
| 3 | DM Group Mollet                    |   |   |   |    |    |    |        |
| 4 | CB Vic - Universitat de Vic        |   |   |   |    |    |    |        |
| 5 | Tenea-CB Esparreguera              |   |   |   |    |    |    |        |
| 6 | Sa Tintina CB Es Castell Menorca   |   |   |   |    |    |    |        |
| 7 | CB Granollers                      |   |   |   |    |    |    |        |
| 8 | SE Santa Eulàlia                   |   |   |   |    |    |    |        |
| 9 | CB Cuarte de Huerva                |   |   |   |    |    |    |        |
| 10 | CB Andratx                         |   |   |   |    |    |    |        |
| 11 | CB Cornellà                        |   |   |   |    |    |    |        |
| 12 | CB Quart Grues Cruz                |   |   |   |    |    |    |        |
| 13 | Sandá Electroclima - BC Tecla Sala |   |   |   |    |    |    |        |
| 14 | Frivalca La Muela                  |   |   |   |    |    |    |        |
| Fuente: Federación Española de Baloncesto: Clasificación de la Liga EBA - Grupo C-B; actualización automática |                                    |   |   |   |    |    |    |        |

### Conferencia C - Fase Eliminatoria
Eliminatoria Primeros Clasificados
|  | Campeón de Conferencia                              |              |  |  |  |
|  | 3 de mayo de 2026 (ida) 10 de mayo de 2026 (vuelta) |              |  |  |  |
|  |                                                     |              |  |  |  |
|  | 1.º C-A                                             | Bandera de ? |  |  |  |
|  | 1.º C-A                                             | Bandera de ? |  |  |  |
|  | 1.º C-B                                             | Bandera de ? |  |  |  |
|  | 1.º C-B                                             | Bandera de ? |  |  |  |

Eliminatorias Subcampeón Conferencia, Segundos, Terceros y Cuartos Clasificados
|  | 1.ª Eliminatoria   | 1.ª Eliminatoria   | 1.ª Eliminatoria   |  |  | 2.ª Eliminatoria   | 2.ª Eliminatoria   | 2.ª Eliminatoria   |  |  | Equipos clasificados | Equipos clasificados | Equipos clasificados |  |
|  | 10 de mayo de 2026 | 10 de mayo de 2026 | 10 de mayo de 2026 |  |  | 17 de mayo de 2026 | 17 de mayo de 2026 | 17 de mayo de 2026 |  |  |                      |                      |                      |  |
|  |                    |                    |                    |  |  |                    |                    |                    |  |  |                      |                      |                      |  |
|  |                    |                    |                    |  |  |                    |                    |                    |  |  |                      |                      |                      |  |
|  | 2.º C-A            | Bandera de ?       |                    |  |  |                    |                    |                    |  |  |                      |                      |                      |  |
|  | 2.º C-A            | Bandera de ?       |                    |  |  |                    |                    |                    |  |  |                      |                      |                      |  |
|  | 4.º C-B            | Bandera de ?       |                    |  |  |                    |                    |                    |  |  |                      |                      |                      |  |
|  | 4.º C-B            | Bandera de ?       | Bandera de ?       |  |  |                    |                    |                    |  |  |                      |                      |                      |  |
|  |                    |                    |                    |  |  |                    |                    |                    |  |  |                      |                      |                      |  |
|  |                    |                    | Bandera de ?       |  |  |                    |                    |                    |  |  |                      |                      |                      |  |
|  | 2.º C-B            | Bandera de ?       |                    |  |  |                    |                    |                    |  |  |                      |                      |                      |  |
|  | 2.º C-B            | Bandera de ?       |                    |  |  |                    |                    |                    |  |  |                      |                      |                      |  |
|  | 4.º C-A            | Bandera de ?       |                    |  |  |                    |                    |                    |  |  |                      |                      |                      |  |
|  | 4.º C-A            | Bandera de ?       |                    |  |  |                    | Bandera de ?       |                    |  |  |                      |                      |                      |  |
|  |                    |                    |                    |  |  |                    |                    |                    |  |  |                      |                      |                      |  |
|  |                    |                    | Bandera de ?       |  |  |                    |                    |                    |  |  |                      |                      |                      |  |
|  | 3.º C-A            | Bandera de ?       |                    |  |  |                    |                    |                    |  |  |                      |                      |                      |  |
|  | 3.º C-A            | Bandera de ?       |                    |  |  |                    |                    |                    |  |  |                      |                      |                      |  |
|  | 3.º C-B            | Bandera de ?       |                    |  |  |                    |                    |                    |  |  |                      |                      |                      |  |
|  | 3.º C-B            | Bandera de ?       | Bandera de ?       |  |  |                    |                    |                    |  |  |                      |                      |                      |  |
|  |                    |                    |                    |  |  |                    |                    |                    |  |  |                      |                      |                      |  |
|  |                    |                    | Bandera de ?       |  |  |                    |                    |                    |  |  |                      |                      |                      |  |
|  | 1.º C-*            | Bandera de ?       |                    |  |  |                    |                    |                    |  |  |                      |                      |                      |  |
|  | 1.º C-*            | Bandera de ?       |                    |  |  |                    |                    |                    |  |  |                      |                      |                      |  |
|  |                    |                    |                    |  |  |                    |                    |                    |  |  |                      |                      |                      |  |
|  |                    |                    |                    |  |  |                    |                    |                    |  |  |                      |                      |                      |  |
|  |                    |                    |                    |  |  |                    |                    |                    |  |  |                      |                      |                      |  |

 1.º C-* (subcampeón conferencia C)

#### Participantes a la Fase final de la conferencia C
| Bandera de ?        | Bandera de ?        | Bandera de ?        |
| Clasificado como 1C | Clasificado como 2C | Clasificado como 3C |
| ------------------- | ------------------- | ------------------- |

### Conferencia D
| Equipo                                          | Ciudad                    | Pabellón                                       |
| ----------------------------------------------- | ------------------------- | ---------------------------------------------- |
| Damex CB Algeciras                              | Algeciras                 | Pabellón Dr. Juan Carlos Mateo                 |
| Colegio El Pinar                                | Alhaurín de la Torre      | Polideportivo Colegio El Pinar                 |
| Sección Deportiva Aljaraque                     | Aljaraque                 | Pabellón Municipal de Deportes de Aljaraque    |
| Jaén Paraíso Interior - Ska Logistik CB Andújar | Andújar                   | Polideportivo Municipal de Andújar             |
| Ática Sevilla CB Coria                          | Coria del Río             | Pabellón Municipal CB Coria                    |
| Eiffage CB Ciudad de Dos Hermanas               | Dos Hermanas              | Polideportivo Los Montecillos                  |
| Surseeds - B. Murgi                             | El Ejido                  | Pabellón Municipal de Deportes El Ejido        |
| Baublock Gymnástica                             | El Puerto de Santa María  | Pabellón Ramón Velázquez                       |
| CB Salliver Fuengirola Higuerón Hotel           | Fuengirola                | Pabellón Juan Gómez Juanito                    |
| Huelva Comercio Viridis                         | Huelva                    | Polideportivo Andrés Estrada                   |
| Jaén Paraíso Interior FS                        | Jaén                      | Pabellón Municipal de la Salobreja             |
| Oh!Tels ULB                                     | La Línea de la Concepción | Pabellón Municipal La Línea de la Concepción   |
| Tu Súper CB La Zubia                            | La Zubia                  | Pabellón Municipal 11 de Marzo                 |
| Hospital Ochoa CB Marbella                      | Marbella                  | Polideportivo Bello Horizonte "Carlos Cabezas" |
| Molina Olea CB Costa Motril                     | Motril                    | Pabellón Municipal de Motril                   |
| Dehesas Reunidas Climanavas Agrometal Peñarroya | Peñarroya-Pueblonuevo     | Polideportivo Lourdes Mohedano                 |
| CB Novaschool Rincón de la Victoria             | Rincón de la Victoria     | Pabellón Novaschool Añoreta                    |
| Club Baloncesto San Fernando                    | San Fernando              | Pabellón Municipal El Parque                   |
| Insolac CB Alcalá Caja87                        | Alcalá de Guadaira        | Pabellón Plácido Fernández Viagas              |
| Byspania Tíjola                                 | Tíjola                    | Pabellón Municipal Tíjola                      |
| Ecoculture CB Almería                           | Almería                   | Pabellón Moisés Ruiz                           |
| Vítaly La Mar BCBadajoz                         | Badajoz                   | Pabellón La Granadilla                         |
| Lithium Iberia Sagrado                          | Cáceres                   | Pabellón Multiusos Ciudad de Cáceres           |
| San Antonio Cáceres                             | Cáceres                   | Pabellón Fray Felipe Álvarez                   |
| Hache Publicidad Moraleja                       | Moraleja                  | Pabellón Adolfo Suárez                         |
| CBA Spain                                       | Badajoz                   | Pabellón Polideportivo Colegio Maristas        |
| Bosco Mérida Patrimonio de la Humanidad         | Mérida                    | Complejo Polideportivo Guadiana                |
| Melilla Ciudad del Deporte Enrique Soler        | Melilla                   | Pabellón Guillermo García Pezzi                |

(  Ascensos/Descensos de la temporada anterior 2024-25)

#### Grupo D-A
| | Equipo                                          | J | G | P | PF | PC | DP | Puntos |
| --- | ----------------------------------------------- | - | - | - | -- | -- | -- | ------ |
| 1 | Damex CB Algeciras                              |   |   |   |    |    |    |        |
| 2 | Colegio El Pinar                                |   |   |   |    |    |    |        |
| 3 | Jaén Paraíso Interior FS                        |   |   |   |    |    |    |        |
| 4 | Hospital Ochoa CB Marbella                      |   |   |   |    |    |    |        |
| 5 | Tu Super CB La Zubia                            |   |   |   |    |    |    |        |
| 6 | Molina Olea CB Costa Motril                     |   |   |   |    |    |    |        |
| 7 | CB Salliver Fuengirola Higuerón Hotel           |   |   |   |    |    |    |        |
| 8 | Melilla Ciudad del Deporte Enrique Soler        |   |   |   |    |    |    |        |
| 9 | Jaén Paraíso Interior - Ska Logistik CB Andújar |   |   |   |    |    |    |        |
| 10 | CB Novaschool Rincón de la Victoria             |   |   |   |    |    |    |        |
| 11 | Oh!Tels ULB                                     |   |   |   |    |    |    |        |
| 12 | Surseeds - B. Murgi                             |   |   |   |    |    |    |        |
| 13 | Byspania Tíjola                                 |   |   |   |    |    |    |        |
| 14 | Ecoculture CB Almería                           |   |   |   |    |    |    |        |
| Fuente: Federación Española de Baloncesto: Clasificación de la Liga EBA - Grupo D-A; actualización automática |                                                 |   |   |   |    |    |    |        |

#### Grupo D-B
| | Equipo                                          | J | G | P | PF | PC | DP | Puntos |
| --- | ----------------------------------------------- | - | - | - | -- | -- | -- | ------ |
| 1 | Ática Sevilla CB Coria                          |   |   |   |    |    |    |        |
| 2 | Huelva Comercio Viridis                         |   |   |   |    |    |    |        |
| 3 | Vítaly La Mar BCBadajoz                         |   |   |   |    |    |    |        |
| 4 | Dehesas Reunidas Climanavas Agrometal Peñarroya |   |   |   |    |    |    |        |
| 5 | Eiffage CB Ciudad de Dos Hermanas               |   |   |   |    |    |    |        |
| 6 | Baublock Gymnástica                             |   |   |   |    |    |    |        |
| 7 | Lithium Iberia Sagrado                          |   |   |   |    |    |    |        |
| 8 | Sección Deportiva Aljaraque                     |   |   |   |    |    |    |        |
| 9 | San Antonio Cáceres                             |   |   |   |    |    |    |        |
| 10 | Hache Publicidad Moraleja                       |   |   |   |    |    |    |        |
| 11 | Club Baloncesto San Fernando                    |   |   |   |    |    |    |        |
| 12 | Insolac CB Alcalá Caja87                        |   |   |   |    |    |    |        |
| 13 | CBA Spain                                       |   |   |   |    |    |    |        |
| 14 | Bosco Mérida Patrimonio de la Humanidad         |   |   |   |    |    |    |        |
| Fuente: Federación Española de Baloncesto: Clasificación de la Liga EBA - Grupo D-B; actualización automática |                                                 |   |   |   |    |    |    |        |

### Conferencia D - Fase Eliminatoria
Eliminatoria Primeros Clasificados
|  | Campeón de Conferencia                              |              |  |  |  |
|  | 3 de mayo de 2026 (ida) 10 de mayo de 2026 (vuelta) |              |  |  |  |
|  |                                                     |              |  |  |  |
|  | 1.º D-A                                             | Bandera de ? |  |  |  |
|  | 1.º D-A                                             | Bandera de ? |  |  |  |
|  | 1.º D-B                                             | Bandera de ? |  |  |  |
|  | 1.º D-B                                             | Bandera de ? |  |  |  |

Eliminatorias Subcampeón Conferencia, Segundos, Terceros y Cuartos Clasificados
|  | 1.ª Eliminatoria   | 1.ª Eliminatoria   | 1.ª Eliminatoria   |  |  | 2.ª Eliminatoria   | 2.ª Eliminatoria   | 2.ª Eliminatoria   |  |  | Equipos clasificados | Equipos clasificados | Equipos clasificados |  |
|  | 10 de mayo de 2026 | 10 de mayo de 2026 | 10 de mayo de 2026 |  |  | 17 de mayo de 2026 | 17 de mayo de 2026 | 17 de mayo de 2026 |  |  |                      |                      |                      |  |
|  |                    |                    |                    |  |  |                    |                    |                    |  |  |                      |                      |                      |  |
|  |                    |                    |                    |  |  |                    |                    |                    |  |  |                      |                      |                      |  |
|  | 2.º D-A            | Bandera de ?       |                    |  |  |                    |                    |                    |  |  |                      |                      |                      |  |
|  | 2.º D-A            | Bandera de ?       |                    |  |  |                    |                    |                    |  |  |                      |                      |                      |  |
|  | 4.º D-B            | Bandera de ?       |                    |  |  |                    |                    |                    |  |  |                      |                      |                      |  |
|  | 4.º D-B            | Bandera de ?       | Bandera de ?       |  |  |                    |                    |                    |  |  |                      |                      |                      |  |
|  |                    |                    |                    |  |  |                    |                    |                    |  |  |                      |                      |                      |  |
|  |                    |                    | Bandera de ?       |  |  |                    |                    |                    |  |  |                      |                      |                      |  |
|  | 2.º D-B            | Bandera de ?       |                    |  |  |                    |                    |                    |  |  |                      |                      |                      |  |
|  | 2.º D-B            | Bandera de ?       |                    |  |  |                    |                    |                    |  |  |                      |                      |                      |  |
|  | 4.º D-A            | Bandera de ?       |                    |  |  |                    |                    |                    |  |  |                      |                      |                      |  |
|  | 4.º D-A            | Bandera de ?       |                    |  |  |                    | Bandera de ?       |                    |  |  |                      |                      |                      |  |
|  |                    |                    |                    |  |  |                    |                    |                    |  |  |                      |                      |                      |  |
|  |                    |                    | Bandera de ?       |  |  |                    |                    |                    |  |  |                      |                      |                      |  |
|  | 3.º D-A            | Bandera de ?       |                    |  |  |                    |                    |                    |  |  |                      |                      |                      |  |
|  | 3.º D-A            | Bandera de ?       |                    |  |  |                    |                    |                    |  |  |                      |                      |                      |  |
|  | 3.º D-B            | Bandera de ?       |                    |  |  |                    |                    |                    |  |  |                      |                      |                      |  |
|  | 3.º D-B            | Bandera de ?       | Bandera de ?       |  |  |                    |                    |                    |  |  |                      |                      |                      |  |
|  |                    |                    |                    |  |  |                    |                    |                    |  |  |                      |                      |                      |  |
|  |                    |                    | Bandera de ?       |  |  |                    |                    |                    |  |  |                      |                      |                      |  |
|  | 1.º D-*            | Bandera de ?       |                    |  |  |                    |                    |                    |  |  |                      |                      |                      |  |
|  | 1.º D-*            | Bandera de ?       |                    |  |  |                    |                    |                    |  |  |                      |                      |                      |  |
|  |                    |                    |                    |  |  |                    |                    |                    |  |  |                      |                      |                      |  |
|  |                    |                    |                    |  |  |                    |                    |                    |  |  |                      |                      |                      |  |
|  |                    |                    |                    |  |  |                    |                    |                    |  |  |                      |                      |                      |  |

 1.º D-* (subcampeón conferencia D)

#### Participantes a la Fase final de la conferencia D
| Bandera de ?        | Bandera de ?        | Bandera de ?        |
| Clasificado como 1D | Clasificado como 2D | Clasificado como 3D |
| ------------------- | ------------------- | ------------------- |

### Conferencia E
| Equipo                               | Ciudad                  | Pabellón                                        |
| ------------------------------------ | ----------------------- | ----------------------------------------------- |
| CB Alginet                           | Alginet                 | Pabellón Municipal Alginet                      |
| Decprocon Carolinas                  | Alicante                | Pabellón Florida Babel                          |
| Lucentum Alicante B                  | Alicante                | Centre de Tecnificació Esportiva d'Alacant      |
| CB Jovens Almàssera                  | Almácera                | Pavelló Municipal Almàssera                     |
| ServiGroup Benidorm                  | Benidorm                | Palacio Deportes L'Illa de Benidorm             |
| Amics Castelló B                     | Castellón de la Plana   | Pabellón Municipal Ciutat de Castelló           |
| CBI Elche                            | Elche                   | Pabellón Esperanza Lag                          |
| Ricasa Godella                       | Godella                 | Pabellón Municipal de Godella                   |
| Socage Jovens L'Eliana               | La Eliana               | Pabellón Municipal Eliana                       |
| ESET Ontinet                         | Onteniente              | Pabellón Fernando Rubio                         |
| Topsurface NB Paterna                | Paterna                 | Pabellón Municipal Paterna                      |
| CB Puerto Sagunto                    | Puerto de Sagunto       | Pabellón Municipal José Veral                   |
| CB Jorge Juan Castelló Since 1907    | Novelda                 | Pabellón Municipal La Magdalena                 |
| CB Morvedre                          | Sagunto                 | Pabellón Municipal René Marigil                 |
| Adesavi                              | San Vicente del Raspeig | Polideportivo Municipal San Vicente del Raspeig |
| Club Bàsquet Sueca Vidriola Inmobles | Sueca                   | Nou Pavelló Oliveretes                          |
| CB Tarbernes Blanques - Fernando Gil | Tabernes Blanques       | Pabellón Municipal Tabernes Blanques            |
| CMG Hidráulica NB Torrent            | Torrente                | Pabellón Municipal El Vedat                     |
| SD El Pilar- UPV                     | Valencia                | Polideportivo Colegio El Pilar                  |
| Maristas Valencia                    | Valencia                | Polideportivo Colegio Maristas Valencia         |
| Picken Claret                        | Valencia                | Pabellón Municipal Benimaclet                   |
| Fundació Caixa Rural Vila-Real       | Villarreal              | Pabellón Centro Tecnificación Deportiva         |
| BC Peñiscola                         | Peñiscola               | Pabellón Municipal Peñiscola                    |
| Cemalu Aldaia                        | Aldaia                  | Pabellón Municipal Aldaia                       |
| CA Montemar                          | Alicante                | Pabellón Club Atlético Montemar                 |
| Halal Food Quality Uixó Bàsquet      | Vall de Uxó             | Polideportivo Municipal Vall d'Uixó             |
| CB Estudiantes Cartagena             | Cartagena               | Palacio de Deportes Cartagena                   |

(  Ascensos/Descensos de la temporada anterior 2024-25)

#### Grupo E-A
| | Equipo                               | J | G | P | PF | PC | DP | Puntos |
| --- | ------------------------------------ | - | - | - | -- | -- | -- | ------ |
| 1 | Fundació Caixa Rural Vila-Real       |   |   |   |    |    |    |        |
| 2 | CB Puerto Sagunto                    |   |   |   |    |    |    |        |
| 3 | SD El Pilar- UPV                     |   |   |   |    |    |    |        |
| 4 | Socage Jovens L'Eliana               |   |   |   |    |    |    |        |
| 5 | Topsurface NB Paterna                |   |   |   |    |    |    |        |
| 6 | Ricasa Godella                       |   |   |   |    |    |    |        |
| 7 | Amics Castelló B                     |   |   |   |    |    |    |        |
| 8 | CB Jovens Almàssera                  |   |   |   |    |    |    |        |
| 9 | CB Tarbernes Blanques - Fernando Gil |   |   |   |    |    |    |        |
| 10 | CB Morvedre                          |   |   |   |    |    |    |        |
| 11 | Picken Claret                        |   |   |   |    |    |    |        |
| 12 | BC Peñiscola                         |   |   |   |    |    |    |        |
| 13 | Cemalu Aldaia                        |   |   |   |    |    |    |        |
| 14 | Halal Food Quality Uixó Bàsquet      |   |   |   |    |    |    |        |
| Fuente: Federación Española de Baloncesto: Clasificación de la Liga EBA - Grupo E-A; actualización automática |                                      |   |   |   |    |    |    |        |

#### Grupo E-B
| | Equipo                               | J | G | P | PF | PC | DP | Puntos |
| --- | ------------------------------------ | - | - | - | -- | -- | -- | ------ |
| 1 | CMG Hidráulica NB Torrent            |   |   |   |    |    |    |        |
| 2 | CB Alginet                           |   |   |   |    |    |    |        |
| 3 | CBI Elche                            |   |   |   |    |    |    |        |
| 4 | Club Bàsquet Sueca Vidriola Inmobles |   |   |   |    |    |    |        |
| 5 | ServiGroup Benidorm                  |   |   |   |    |    |    |        |
| 6 | ESET Ontinet                         |   |   |   |    |    |    |        |
| 7 | CB Jorge Juan Castelló Since 1907    |   |   |   |    |    |    |        |
| 8 | Decprocon Carolinas                  |   |   |   |    |    |    |        |
| 9 | Maristas Valencia                    |   |   |   |    |    |    |        |
| 10 | Adesavi                              |   |   |   |    |    |    |        |
| 11 | Lucentum Alicante B                  |   |   |   |    |    |    |        |
| 12 | CA Montemar                          |   |   |   |    |    |    |        |
| 13 | CB Estudiantes Cartagena             |   |   |   |    |    |    |        |
| Fuente: Federación Española de Baloncesto: Clasificación de la Liga EBA - Grupo E-B; actualización automática |                                      |   |   |   |    |    |    |        |

### Conferencia E - Fase Eliminatoria
Eliminatoria Primeros Clasificados
|  | Campeón de Conferencia                              |              |  |  |  |
|  | 3 de mayo de 2026 (ida) 10 de mayo de 2026 (vuelta) |              |  |  |  |
|  |                                                     |              |  |  |  |
|  | 1.º E-A                                             | Bandera de ? |  |  |  |
|  | 1.º E-A                                             | Bandera de ? |  |  |  |
|  | 1.º E-B                                             | Bandera de ? |  |  |  |
|  | 1.º E-B                                             | Bandera de ? |  |  |  |

Eliminatorias Segundos, Terceros, Cuartos y Quintos Clasificados
|  | 1.ª Eliminatoria   | 1.ª Eliminatoria   | 1.ª Eliminatoria   |  |  | 2.ª Eliminatoria   | 2.ª Eliminatoria   | 2.ª Eliminatoria   |  |  | Equipos clasificados | Equipos clasificados | Equipos clasificados |  |
|  | 10 de mayo de 2026 | 10 de mayo de 2026 | 10 de mayo de 2026 |  |  | 17 de mayo de 2026 | 17 de mayo de 2026 | 17 de mayo de 2026 |  |  |                      |                      |                      |  |
|  |                    |                    |                    |  |  |                    |                    |                    |  |  |                      |                      |                      |  |
|  |                    |                    |                    |  |  |                    |                    |                    |  |  |                      |                      |                      |  |
|  | 2.º E-**           | Bandera de ?       |                    |  |  |                    |                    |                    |  |  |                      |                      |                      |  |
|  | 2.º E-**           | Bandera de ?       |                    |  |  |                    |                    |                    |  |  |                      |                      |                      |  |
|  | 5.º E-*            | Bandera de ?       |                    |  |  |                    |                    |                    |  |  |                      |                      |                      |  |
|  | 5.º E-*            | Bandera de ?       | Bandera de ?       |  |  |                    |                    |                    |  |  |                      |                      |                      |  |
|  |                    |                    |                    |  |  |                    |                    |                    |  |  |                      |                      |                      |  |
|  |                    |                    | Bandera de ?       |  |  |                    |                    |                    |  |  |                      |                      |                      |  |
|  | 3.º E-A            | Bandera de ?       |                    |  |  |                    |                    |                    |  |  |                      |                      |                      |  |
|  | 3.º E-A            | Bandera de ?       |                    |  |  |                    |                    |                    |  |  |                      |                      |                      |  |
|  | 4.º E-B            | Bandera de ?       |                    |  |  |                    |                    |                    |  |  |                      |                      |                      |  |
|  | 4.º E-B            | Bandera de ?       |                    |  |  |                    | Bandera de ?       |                    |  |  |                      |                      |                      |  |
|  |                    |                    |                    |  |  |                    |                    |                    |  |  |                      |                      |                      |  |
|  |                    |                    | Bandera de ?       |  |  |                    |                    |                    |  |  |                      |                      |                      |  |
|  | 3.º E-B            | Bandera de ?       |                    |  |  |                    |                    |                    |  |  |                      |                      |                      |  |
|  | 3.º E-B            | Bandera de ?       |                    |  |  |                    |                    |                    |  |  |                      |                      |                      |  |
|  | 4.º E-A            | Bandera de ?       |                    |  |  |                    |                    |                    |  |  |                      |                      |                      |  |
|  | 4.º E-A            | Bandera de ?       | Bandera de ?       |  |  |                    |                    |                    |  |  |                      |                      |                      |  |
|  |                    |                    |                    |  |  |                    |                    |                    |  |  |                      |                      |                      |  |
|  |                    |                    | Bandera de ?       |  |  |                    |                    |                    |  |  |                      |                      |                      |  |
|  | 2.º E-*            | Bandera de ?       |                    |  |  |                    |                    |                    |  |  |                      |                      |                      |  |
|  | 2.º E-*            | Bandera de ?       |                    |  |  |                    |                    |                    |  |  |                      |                      |                      |  |
|  |                    |                    |                    |  |  |                    |                    |                    |  |  |                      |                      |                      |  |
|  |                    |                    |                    |  |  |                    |                    |                    |  |  |                      |                      |                      |  |
|  |                    |                    |                    |  |  |                    |                    |                    |  |  |                      |                      |                      |  |

 2.º E-* (2.º conferencia E mejor clasificado),  2.º E-** (2.º conferencia E peor clasificado), 5.º E-* (5.º conferencia E mejor clasificado)

#### Participantes a la Fase final de la conferencia E
| Bandera de ?        | Bandera de ?        | Bandera de ?        | Bandera de ?        |
| Clasificado como 1E | Clasificado como 2E | Clasificado como 3E | Clasificado como 4E |
| ------------------- | ------------------- | ------------------- | ------------------- |

## Fase final
Los 16 equipos clasificados serán divididos en dos grupos (A y B) con dos subgrupos de cuatro equipos cada uno. En cada subgrupo se jugará un formato de todos contra todos a una sola vuelta.
El ganador de cada subgrupo asciende a Segunda FEB. Los cuatro segundos, dos del grupo A y dos del grupo B, juegan una repesca en cada grupo para definir los otros dos ascensos.

### Grupo A

#### Subgrupo 1
| Pos                                                                                        | Grp | Equipo       | PJ | G | P | PF | PC | +/- | Pts | Ascenso                |
| ------------------------------------------------------------------------------------------ | --- | ------------ | -- | - | - | -- | -- | --- | --- | ---------------------- |
| 1.º                                                                                        | 1A  | Bandera de ? |    |   |   |    |    |     |     | Asciende a Segunda FEB |
| 2.º                                                                                        | 2C  | Bandera de ? |    |   |   |    |    |     |     | Repesca                |
| 3.º                                                                                        | 2D  | Bandera de ? |    |   |   |    |    |     |     |                        |
| 4.º                                                                                        | 4E  | Bandera de ? |    |   |   |    |    |     |     |                        |
| Fuente: Federación Española de Baloncesto: Fase Final - Grupo 1A; actualización automática |     |              |    |   |   |    |    |     |     |                        |

#### Subgrupo 2
| Pos                                                                                        | Grp | Equipo       | PJ | G | P | PF | PC | +/- | Pts | Ascenso                |
| ------------------------------------------------------------------------------------------ | --- | ------------ | -- | - | - | -- | -- | --- | --- | ---------------------- |
| 1.º                                                                                        | 1B  | Bandera de ? |    |   |   |    |    |     |     | Asciende a Segunda FEB |
| 2.º                                                                                        | 2A  | Bandera de ? |    |   |   |    |    |     |     | Repesca                |
| 3.º                                                                                        | 2E  | Bandera de ? |    |   |   |    |    |     |     |                        |
| 4.º                                                                                        | 3D  | Bandera de ? |    |   |   |    |    |     |     |                        |
| Fuente: Federación Española de Baloncesto: Fase Final - Grupo 2A; actualización automática |     |              |    |   |   |    |    |     |     |                        |

### Grupo B

#### Subgrupo 3
| Pos                                                                                        | Grp | Equipo       | PJ | G | P | PF | PC | +/- | Pts | Ascenso                |
| ------------------------------------------------------------------------------------------ | --- | ------------ | -- | - | - | -- | -- | --- | --- | ---------------------- |
| 1.º                                                                                        | 1C  | Bandera de ? |    |   |   |    |    |     |     | Asciende a Segunda FEB |
| 2.º                                                                                        | 2B  | Bandera de ? |    |   |   |    |    |     |     | Repesca                |
| 3.º                                                                                        | 3A  | Bandera de ? |    |   |   |    |    |     |     |                        |
| 4.º                                                                                        | 3E  | Bandera de ? |    |   |   |    |    |     |     |                        |
| Fuente: Federación Española de Baloncesto: Fase Final - Grupo 3B; actualización automática |     |              |    |   |   |    |    |     |     |                        |

#### Subgrupo 4
| Pos                                                                                        | Grp | Equipo       | PJ | G | P | PF | PC | +/- | Pts | Ascenso                |
| ------------------------------------------------------------------------------------------ | --- | ------------ | -- | - | - | -- | -- | --- | --- | ---------------------- |
| 1.º                                                                                        | 1D  | Bandera de ? |    |   |   |    |    |     |     | Asciende a Segunda FEB |
| 2.º                                                                                        | 1E  | Bandera de ? |    |   |   |    |    |     |     | Repesca                |
| 3.º                                                                                        | 3B  | Bandera de ? |    |   |   |    |    |     |     |                        |
| 4.º                                                                                        | 3C  | Bandera de ? |    |   |   |    |    |     |     |                        |
| Fuente: Federación Española de Baloncesto: Fase Final - Grupo 4B; actualización automática |     |              |    |   |   |    |    |     |     |                        |

### Repesca
| Equipo 1     | Resultado | Equipo 2     |
| ------------ | --------- | ------------ |
| Bandera de ? | -         | Bandera de ? |
| Bandera de ? | -         | Bandera de ? |